# Kometenwijn
Een kometenwijn (Frans: Vin de la comète) is een wijn die wordt gemaakt van druiven, geoogst in een jaar dat een grote komeet aan de hemel staat. Vanouds werd het langskomen van een komeet als een bijzonder voorteken beschouwd. De komeet zou ook een bijzonder wijnjaar, een "kometenwijn" aankondigen. Een eerdere gelegenheid die beroemd geworden kometenwijn opleverde was het wijnjaar 1630.

## 1811

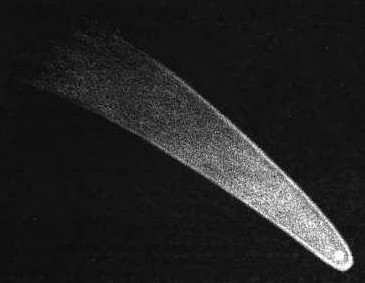
Een tekening van de komeet van Flaugergues zoals deze in 1811 werd gezien.

In 1811 stond de komeet van Flaugergues aan de hemel. In dat jaar slaagde champagnehuis Veuve Clicquot erin om bijzonder heldere champagne te maken. Deze champagne, bekend als de Cuvée de la Comète, viel vooral in Rusland bijzonder in de smaak. Ook andere Franse en Duitse wijnen evenals de cognac uit dat jaar waren bijzonder goed van kwaliteit.
Het begrip kometenwijn raakte in Frankrijk en Duitsland (daar als Kometenwein) ingeburgerd.
Men noemde de wijn uit dat jaar later de beste wijn van de eeuw. De weersomstandigheden waren zeer gunstig geweest. Na een matig koude winter volgde vanaf februari droog en warm lenteweer dat voortduurde tot mei. De zomer kwam in mei en werd gevolgd door een warme en lange herfst. Dat begunstigde het oogsten van de druiven. De wijn van 1811 werd beschreven als "een echte nectar" en de opbrengst was overvloedig. Sindsdien werden herhaalde pogingen gedaan om een statistische relatie tussen de verschijning van kometen en de kwaliteit van de wijnen aan te tonen. Ook met de "Eilfer" wordt specifiek de wijn uit 1811 bedoeld. Sinds 1811 staan op champagnekurken bovendien kometen afgebeeld.
Een wetenschappelijk verband tussen de kwaliteit van de wijn en het voorkomen van een goed zichtbare komeet is tot op heden niet aangetoond.

## In de literatuur
De kometenwijn heeft ook een plaats gekregen in de Duitstalige literatuur.
Johann Wolfgang von Goethe noemde in zijn West-östlicher Divan de "Elfer" ofwel kometenwijn.
Felix Mendelssohn Bartholdy gebruikte de tekst van Goethe met een kleine wijziging in zijn Türkisches Schenkenlied. Opus 50/1.\
Sir Arthur Conan Doyle gebruikt in ‘The Stock-Broker’s Clerk’, een van de verhalen van de fictionele detective Sherlock Holmes, de ervaring van de eerste slok van kometenwijn om de gezichtsuitdrukking van de detective te beschrijven: "Then Sherlock Holmes cocked his eye at me, leaning back on the cushions with a pleased and yet critical face, like a connoisseur who has just taken his first sip of a comet vintage."
champagne · 
Dom Pérignon · 
champagnehuis · 
méthode traditionnelle · 
roséchampagne · 
rosé de saignée ·  
pinot noir · 
pinot meunier · 
chardonnay · 
voltis · 
échelle des crus · 
grand cru · 
premier cru · 
tête de cuvée · 
taille · 
Montagne de Reims · 
Côte des Blancs · 
coteaux champenois · 
alcoholische gisting · 
malolactische fermentatie · 
assemblage · 
réserve · 
liqueur de tirage · 
sur lattes · 
prise de mousse · 
mousse · 
à point · 
remuage · 
dégorgement · 
liqueur d'expédition · 
millésime · 
monocépage · 
clos · 
blanc de blancs · 
blanc de noirs · 
brut sans année · 
kometenwijn · 
cuvée de prestige · 
dosage · 
muselet · 
brut · 
formaat van champagneflessen · 
afkortingen op etiketten